# Augustyn Novello
Agostino Novello (ur. w 1240 w Termini Imerese; zm. 19 maja 1309 w Sienie) – włoski Błogosławiony Kościoła katolickiego.

## Życiorys
Urodził się na Sycylii. Jego rodzice należeli do rodziny szlacheckiej. Rozpoczął studia na Uniwersytecie w Bolonii, gdzie studiował prawo kanoniczne i cywilne. Brał udział w bitwie pod Manfredo, gdzie został ranny. Kiedy odzyskał przytomność, wrócił do domu. W 1300 roku udał się do klasztoru w San Leonardo w Sienie, by żyć jako pustelnik. Na emeryturze zaczął zbierać pieniądze na budowę szpitala. Zmarł 19 maja 1309 roku w opinii świętości. Został beatyfikowany przez papieża Klemensa XIV w dniu 23 lipca 1770 roku.